# Легко ли быть храбрым
«Легко ли быть храбрым» — советский кукольный мультипликационный фильм, выпущенный в 1975 году на Свердловском телевидении. Режиссёр Анатолий Аляшев создал мультфильм о дружбе и взаимопомощи.

## Сюжет
Щенок и цыплёнок подружились и решили жить вместе в будке щенка. Потом они решили сделать себе стол и стулья. Цыплёнок предлагает сходить за доской вместе, но щенок отвечает, что вдвоём-то каждый сумеет, так не страшно, а ты вот, дескать, попробуй один сходить. Цыплёнок боится, но решается идти один. Идёт он, подходит к забору и видит под ним хорошую доску. Он тянет доску на себя и, сам того не замечая, опрокидывает в воду чёрного котёнка, сидящего на этой доске и удящего рыбу. Разозлённый котёнок бросается за цыплёнком, который, в страхе, убегает назад к щенку. Щенок смеётся над другом,
стыдя его за то, что он испугался маленького котёнка. Затем щенок решил пойти за доской сам. Идёт, видит — улей. Щенок решил взять доску с этого улья. Тут на него набросились пчёлы. Щенок в страхе убегает назад. Теперь цыплёнок смеётся над щенком, стыдя его за то, что он испугался каких-то маленьких пчёлок. Поняв, что лучше всего идти вместе, друзья отправляются вдвоём и, радостно напевая песенку о дружбе, берут себе нужную доску.

## Создатели
- Автор сценария: Герман Дробиз
- Режиссёр: Анатолий Аляшев
- Оператор: Александр Ишин
- Ассистент по монтажу: Л. Туровец
- Композитор: Алмаз Монасыпов
- Художники-мультипликаторы: Евгений Скаридов, Андрей Евладов, Татьяна Костоусова, Раиса Пестрякова
- Звукорежиссёр: Борис Берестецкий
- Роли озвучивали:
  - Анатолий Щукин — Щенок
  - Лидия Катаева — Цыпленок
- Редактор: Фёдор Корытко
- Директор картины: Юрий Рожин